# 통합 진단 서비스
통합 진단 서비스(Unified Diagnostic Services, UDS)는 ISO 14229-1에 지정된 자동차 전자 제어 장치(ECU)에 사용되는 진단 통신 프로토콜이다. 이는 ISO 14230-3(KWP2000)과 현재는 사용되지 않는 ISO 15765-3(DoCAN(Diagnostic Communication over Controller Area Network))에서 파생되었다. 이 맥락에서 '통합'은 회사별 표준이 아니라 국제적인 표준임을 의미한다. 이제 이 통신 프로토콜은 OEM(Original Equipment Manufacturer)의 티어 1 공급업체가 만든 모든 새로운 ECU에 사용되며 AUTOSAR와 같은 다른 표준에 통합된다. 현대 차량의 ECU는 전자 연료 분사(EFI), 엔진 제어, 변속기, 잠김 방지 제동 시스템, 도어 잠금 장치, 제동, 창문 작동 등을 포함한 거의 모든 기능을 제어한다.
진단 도구는 UDS 서비스가 활성화된 차량에 설치된 모든 ECU에 접속할 수 있다. OSI 모델의 첫 번째 및 두 번째 레이어만 사용하는 CAN 버스 프로토콜과 달리 UDS는 OSI 모델의 다섯 번째 및 일곱 번째 레이어를 사용한다. 서비스 ID(SID) 및 서비스와 관련된 매개변수는 메시지 프레임의 페이로드에 포함되어 있다.
최신 차량에는 오프보드 진단을 위한 진단 인터페이스가 있어 컴퓨터(클라이언트) 또는 테스터라고 하는 진단 도구를 차량의 통신 시스템에 연결할 수 있다. 따라서 UDS 요청은 응답을 제공해야 하는 컨트롤러로 전송될 수 있다(긍정적이거나 부정적일 수 있음). 이를 통해 개별 제어 장치의 오류 메모리를 조사하고, 새 펌웨어로 업데이트하고, 하드웨어와 낮은 수준의 상호 작용(예: 특정 출력 켜기 또는 끄기)을 수행하거나 특수 기능(예: 루틴이라고 함) 결함이 있거나 바람직하지 않은 동작을 진단할 수 있도록 ECU의 환경 및 작동 조건을 이해하려고 시도한다.

## 같이 보기
- 온보드 진단기